# Unión del Personal Civil de la Nación
La Unión del Personal Civil de la Nación es un sindicato que reúne a los trabajadores de distintos sectores de la administración pública nacional, provincial o municipal dentro de la República Argentina.
La Unión del Personal Civil de la Nación es parte de la membresía de la Conferencia Interamericana de Seguridad Social, organismo internacional técnico y especializado, que tiene el objetivo de fomentar el desarrollo de la protección y seguridad social en América. 

## Historia
El gremio nació de la necesidad de unificar a los trabajadores del sector público, y lograr reivindicaciones no sólo gremiales sino sociales. El primer afiliado a UPCN fue el expresidente Juan Domingo Perón.
Podemos decir que los antecedentes que dan origen a la UPCN se remontan a la década de 1930, con la Liga Argentina de Empleados Públicos y la Confederación General del Personal Civil de la Nación. Durante 1948, con el general Perón en la presidencia de la Nación, esa liga se empieza a transformar en una organización gremial. En ese año, se otorgan las personerías gremiales a la mayoría de los gremios que siguen en vigencia; la UPCN posee la N° 95.
En el despacho del Secretario General de la organización, Andrés Rodríguez, se puede observar un cuadro con la ficha de afiliación del General Juan Domingo Perón, que se incorpora al sindicato en 1948, siendo el primer afiliado.
En el ámbito internacional, UPCN integra la Internacional de Servicios Públicos (ISP), una de las ocho Federaciones Sindicales mundiales por rama de actividad, que nuclea a más de 30 millones de empleados públicos en más de 160 países.